# HD 71815
HD 71815，又名BD-22 2286，SAO 175902、HR 3344，是一颗恒星，视星等为6.51，位于銀經244.8，銀緯9.1，其B1900.0坐标为赤經8h 24m 14.2s，赤緯-22° 9.1′ 20″。